# 阿部守衛
阿部 守衛（あべ もりえ、1846年〈弘化3年〉 - 1907年〈明治40年〉8月）は、日本の剣術家。流派は直心影流。称号は大日本武徳会剣道範士。幼名は半平。

## 経歴
岡山藩の支藩鴨方藩の剣術師範阿部右源次の子として生まれ、自宅の道場で父に直心影流剣術を学ぶ。同門に奥村左近太がいる。
1864年（元治元年）、右源次が岡山藩（武揚館）に仕えたため、鴨方藩の師範を守衛が継ぐ。
1871年（明治4年）、奥村左近太と共に武揚館の一等教授に就任するが、同年武揚館が廃止される。
1873年（明治6年）11月、岡山戸長に就任。まもなく区長となる。
1895年（明治28年）10月、大日本武徳会第1回武徳祭大演武会に出場。奥村左近太と共に精錬証を授与される。
1898年（明治31年）5月15日、後楽園能楽堂で催された旧藩主池田章政との親睦会の席上で左近太と対戦し、引き分けた。
1906年（明治39年）3月26日、大日本武徳会より範士号を授与される。